# Peter J. Weinberger
Peter J. Weinberger (6. srpna 1942) je informatik, jenž pracoval pro Bell Laboratories (Bellovy laboratoře) a podílel se na návrhu průkopnického programovacího jazyka AWK (písmeno 'W' zastupuje jeho příjmení).
Když byl Peter Weinberger prosazován na pozici vedoucího výzkumu v Bellových laboratořích, jeho fotografie splynula s logem AT&T a vznikl tak obrázek tzv. PJW-Face (PJW-tvář), jenž se objevil na nespočetných místech, včetně triček, hrnků, CD a minimálně jednom vodojemu.
Weinberger v současné době pracuje pro Google.